# Lokomotiva 622.0
Lokomotiva řady 622.0, původně KBD VIm, byla nákladní parní lokomotiva s vlečným tendrem Malletova uspořádání.

## Vznik a vývoj
Pro provoz na štrbské rampě v podhůří Vysokých Tater potřebovala Košicko-bohumínská dráha již od počátku provozu výkonné parní lokomotivy. Po vzoru Maďarských státních drah, které na svých horských tratích používaly od roku 1909 Malletovy lokomotivy řady 651 s uspořádáním pojezdu C'C, si objednala lokomotivy téhož typu. Lokomotivy dodaly firmy MÁVAG Budapešť (401-416) a Lokomotivfabrik Floridsdorf Vídeň (417-424).

## Provoz
Po zestátnění KBD v roce 1924 připadly lokomotivy ČSD, které je označily řadou 622.0 Lokomotivy zůstaly v provozu na své domovské trati. Po její elektrizaci započaté v roce 1953 se staly přebytečnými, a tak byly v letech 1951 – 1957 vyřazeny. Žádná z těchto lokomotiv se nezachovala.